# Narodni park Vikos–Aoös
Narodni park Vikos – Aoös (grško: Εθνικός Δρυμός Βίκου - Αώου Ethnikós Drymós Víkou - Aóou) je narodni park v regiji Epir na severozahodu Grčije. Park, ustanovljen leta 1973, je eden od desetih narodnih parkov v celinski Grčiji in se nahaja 30 kilometrov severno od mesta Janina v severnem delu Pindskega gorstva. Poimenovan je po dveh večjih soteskah na tem območju in obsega 12.600 hektarjev gorskega terena s številnimi rekami, jezeri, jamami, globokimi kanjoni, gozdovi iglavcev in listavcev. Park je del ekološkega omrežja Natura 2000 in od leta 2010 eden od Unescovih geoparkov in obsega nadmorsko višino od 550 do 2497 metrov. Vsako leto park obišče več kot 100.000 ljudi in se udeleži dejavnosti kot so rafting, kajakaštvo, pohodništvo in gorsko kolesarjenje.
Jedro parka s površino 3400 hektarjev obsega spektakularno sotesko Vikos, ki jo je izrezala reka Voidomatis. Glavni del soteske je dolg 12 km in doseže globino 1000 metrov. Soteska Aoös, gora Tymfi (2497 metrov na vrhu Gamila) in številna tradicionalno ohranjena naselja tvorijo obrobno območje parka. Odmaknjenost parka in razmeroma majhna človeška populacija v kombinaciji z velikimi različnimi biotopi in mikroklimatskimi razmerami podpirata obstoj bogatega rastlinstva (1800 vrst) na tem območju. Narodni park Vikos - Aoös podpira tudo široko raznolikost živalstva z obilico velikih sesalcev, na primer rjavega medveda, za katerega je park ena zadnjih evropskih trdnjav, ter vrsto naravnih habitatov in ekosistemov, ki ga uvrščajo med najdragocenejše parke za ohranjanje narave v Grčiji.
Prvi dokazi o prisotnosti ljudi na tem območju so datirani med 17.000 in 10.000 leti v preteklosti. Območje parka je bilo v zgodovinskih časih redko poseljeno, vendar so od 17. do 19. stoletja lokalne skupnosti Zagori pridobile avtonomni status, zaradi povečane trgovine so gospodarsko uspevale in postale glavno središče ljudske medicine. V zadnjih desetletjih se ekoturizem obravnava kot zdravilo za gospodarski zaton močno opuščenih lokalnih naselij, hkrati pa ohranja naravno okolje in lokalno arhitekturo.

## Geografija

### Soteska Vokos
Soteska Vikos se nahaja na južnih pobočjih gore Timfi. Njen glavni del se nahaja med vasjo Vikos in Monodendri in doseže globino približno 1000 m, v smeri jugovzhod-severozahod.  Pokrajina 20 km dolge soteske, 12 km, ki spada v osrednje območje parka, predstavlja raznolik relief in je značilna zaradi nenadnih sprememb nadmorske višine. Na enem mestu je soteska globoka 900 m in široka 1100 m od roba do roba, zato je vpisana v Guinnessovo knjigo rekordov kot najgloblji kanjon na svetu glede na svojo širino, čeprav nekateri lobisti iz soteske temu nasprotujejo. V srednjem in višjem pasu prevladujejo strma pobočja in strme skalnate pečine. Številni požiralniki prepredajo obe strani soteske in erozijski vplivi vode po njenih stenah ustvarjajo podaljšana melišča.
Sotesko Vikos je v milijonih let vrezala reka Voidomatis, pritok Aoösa. Voidomatis je večinoma sezonska, celoletni tok se pojavlja le v spodnjem delu soteske. Območje soteske je zaradi svoje narave strmo in neprehodno večino leta.

### Soteska Aoös
V severnem delu parka in zelo blizu mesta Konitsa reka Aoös prehaja skozi kanale, ki jih tvorijo izbokline bližnjih gora Trapezitsa 2022 m, Tymfi in Raidovouni 1957 m, kar ustvarja sotesko Aoös, ki je dolga 10 km. Ima smer vzhod-zahod in številne kamnite ločne mostove iz 17. do 19. stoletja ter samostane, zgrajene v lokalnem arhitekturnem slogu. Zanjo je značilno veliko sekundarnih požiralnikov in tokov, južni del soteske je bolj strm od severnega dela. Globoke in strme grape znotraj pravokotnih sten odnašajo v Aoös velike količine materiala, ki nastane zaradi vremenskih vplivov na apnenčasta tla. Kompaktni dolomit, ki leži na dnu soteske, sega v obdobje zgodnje jure in so najstarejše kamnite formacije v parku. Njihova starost je bila določena s pomočjo morskih fosilov, najdenih v njih.

### Tymfi
Med obema soteskama leži pogorje Tymfi. Najvišji vrhovi so Gamila 2497 m, Astraka 2436 m, Ploskos 2400 m in Lapatos 2251 m. Edinstvena značilnost tega območja so naravni bazeni, ki nastanejo zaradi erozije strug lokalnega potoka. Številna alpska jezera najdemo v visokogorskem pasu pogorja Tymfi, obkrožena z alpskimi pašniki, v katerih živi nekaj redkih vrst dvoživk. Največje jezero narodnega parka Drakolimni (Zmajevo jezero), tvorba, ki je nastala po umiku ledenikov, se nahaja na višini 2000 m na gori Tymfi. Njegova največja globina je 4,95 m, površina pa pokriva 1 ha.
Številne navpične jame in prepadi najdemo na območju okoli vasi Papingo, ki leži v bližini vrhov Gamila in Astraka. Nekateri nosijo imena, navdihnjena iz mitologije, na primer Odisejeva luknja in Eposovo brezno. Te preučujejo in raziskujejo ljubitelji jam. Jamo Provatina (Evina jama) z globino 408 m, so leta 1965 prvič odkrili britanski speleologi Jamarskega kluba Cambridge University in je od takrat velikokrat obiskana. Bližnje Eposovo brezno z globino 451 m odvaja vodo, ki prihaja z okoliških planot.
Gora Tymfi predstavlja vrsto dvignjenih prelomnih blokov in prelomnih klifov in je večinoma sestavljena iz paleocensko-eocenskega apnenca, z nekaj izpostavljenimi campanian-jurskim dolomitom in apnencem na severni skalni plošči. V nižjih pobočjih prevladujejo mlajše flišne kamnine, ki so sestavljene iz tankih slojev razvrščenih peščenjakov, prepletenih z mehkejšimi, cepljivimi mulji. Razširjene ledeniške razmere so prevladovale na vzpetinah v poznem kvartarju, pred približno 28.000 leti. Ledeniška pokrajina je dobro razvita, zlasti na južnih pobočjih gore Tymfi, čez planoto Astraka-Gamila in v gorskem terenu nad vasmi Skamneli in Tsepelovo, kjer stranske in končne morene tvorijo glavne krajinske značilnosti. Dodatne oblike ledeniških naškraplje.

### Naselja
V narodnem parku Vikos - Aoös so štiri vasi, dodatnih devet pa blizu meja obrobnega pasu. Vsa ta naselja v zahodnem delu regije Zagori so redko poseljena s skupno 1515 prebivalci. [29] Vasi imajo v jedru podobno obliko, hiše pa se nahajajo okoli osrednjega trga in so med seboj povezane s potmi, tlakovanimi s skrilavcem ali tlakovcem. V preteklosti so bile vse vasi regije Zagori povezane s sistemom poti ali majhnih cest in so delovale bolj kot ena celota in ne kot ločene skupnosti.
Gospodarska bogastvo Zagorine preteklosti se še vedno odraža v arhitekturi vasi, medtem ko je danes ohranjanje lokalne arhitekturne zapuščine zapisano v zakonu, ki narekuje, da morajo biti vse stavbe na tem območju zgrajene iz lokalnih tradicionalnih materialov skladno z lokalno arhitekturo. Ena značilnih značilnosti narodnega parka so njegovi kamniti mostovi, ki so bili do izgradnje cest v 1950-ih edina povezava z zunanjim svetom. Šestnajst od teh kamnitih mostov in sedem cerkva v regiji je uvrščenih med zaščitene zgodovinske spomenike.

### Podnebje
Podnebje narodnega parka Vikos - Aoös je sredozemsko, prehaja v celinsko. Za sredozemski značaj je značilna letna porazdelitev padavin, ki je v zimskih mesecih velika, ki poleti doživlja sušno obdobje od dveh do treh mesecev. Celinski podnebni element pripisujejo visoki amplitudi letnih temperaturnih nihanj do te mere, da razlika med srednjo najvišjo in srednjo minimalno letno temperaturo preseže 40 ° C. Podnebje tega območja je zaradi zapletenega reliefa, nadmorske višine in lege območja glede na obalo Jonskega morja precej edinstveno. Povprečna letna temperatura in letna količina padavin znaša 11,9 ° C oziroma 1100,9 mm. V zimskih mesecih se na območju pojavljajo izredno nizke temperature. V primerjavi s sredozemskimi bioklimatskimi razdelki območje spada v vlažno območje s hladnimi zimami.

## Rastlinstvo in živalstvo
Zaradi raznolike geologije in topografije parka je nastalo edinstveno rastlinstvo in živalstvo. Obstajajo tri glavna habitatna območja: (1) Submediteranski gozd, ki je v glavnem sestavljen iz listnatih širokolistnih gozdov in makije in se razteza do približno 1500 m nadmorske višine. (2) Kombinirana območja kmetijskih zemljišč z živo mejo in različnimi gozdnimi zemljišči, poleg pol odprtih grmovnic in skalnatih površin spodnjih in srednjih pobočij v bližini človeških naselij. (3) Pogorja s podalpskimi travniki in skalnatimi pečinami. Ta življenjski prostor se nahaja nad 1500 m nadmorske višine in gosti redke vrste ptic, kot je planinski orel.

### Rastlinstvo
Gozdove sestavljajo raznolike vrste listavcev in iglavcev ter velika raznolikost divjega cvetja. Poleg bogate raznolikosti rastlinskih vrst je pomemben element flore v regiji visoka stopnja endemizma balkanskih (23 %) in grških vrst (5,8 %). Nedavne študije o flori narodnega parka so naštele 873 vaskularnih rastlin, vključno z več kot 250 zdravilnimi, aromatičnimi in strupenimi taksoni. Gozdovi v parku so bogati z vrstami, povezanimi s hladnim lokalnim podnebjem, kot so gorski brest, Koprivasta zvončica (Campanula trachelium), navadni divji kostanj in navadna lipa ( Tilia platyphyllos). [39] V dolini soteske Vikos vzhodne platane (Platanus orientalis) tvorijo azonalni galerijski gozd ob bregovih reke Voidomatis. Za gozd v gorskem območju okoli vasi Papingo je značilna prevlada različnih vrst brina, kot so Juniperus communis, foetidissima, oxycedrus in excelsa. V zgornjih delih gora prevladuje Juniperus foetidissima z izjemno visokimi (več kot 10 m) drevesi. Na višjih nadmorskih višinah najdemo bore ali jelke.
Študije o nevaskularni flori so zabeležile približno 150 vrst mahov na območju narodnega parka, vključno z enim novo opisanim taksonom. Števila zelišča v soteski Vikos in na drugih območjih v parku so imela zdravilne lastnosti, nekoč pa so jih nabirali lokalni zdravilci, v pogovoru imenovani zdravniki Vikos (grško: Βικογιατροί, Vikoiatri). Ti zeliščni zdravilci so uporabljali posebne recepte, ki so bili pogosto kopije starogrških receptov Hipokrata ali Dioskorida in so postali znani zunaj meja Grčije. Rastline, ki se uporabljajo v teh receptih so navadna melisa Melissa officinalis), srebrna lipa (Tilia tomentosa), zelena meta (Mentha spicata), jesenček (Dictamnus albus), šentjanževka (Hypericum perforatum), pravi pelin (Artemisia absinthium), zelo priljubljen sklepnjak Sideritis raeseri, v Grčiji pogovorno znan kot »gorski čaj« in črni bezeg (Sambucus nigra). Kemični pregled teh avtohtonih rastlinskih vrst je pokazal, da so za veliko število značilne biološko aktivne sestavine. Zbirka 2500 posušenih vrst lokalnih rastlin in zelišč je razstavljena v lokalnem prirodoslovnem muzeju v vasi Koukouli.

### Živalstvo
Narodni park Vikos - Aoös ohranja enega najbogatejših gorskih in gozdnih ekosistemov z vidika raznolikosti prosto živečih živali v Grčiji. Na območju so celo leto prisotne številne vrste velikih sesalcev, kot so volk, lisica, divji konj in srne. Vidre in divje mačke živijo okoli območja gore Tymfi, pri čemer je slednja precej redka. [46] Območje Pindus, katerega del je Vikos - Aoös, je dom ogroženega rjavega medveda in risa in je tudi najjužnejša točka njihovega evropskega habitata. Ena izmed posebnih znamenitosti parka je obstoj gamsa (Rupicapra rupicapra), redke vrste, ki živi na višjih legah daleč od človekove dejavnosti, zlasti na skalnatih pečinah sotesk, na primer v Megas Lakosu, srednji grapa soteske Vikos.
V parku je bilo skupno opaženih 121 vrst ptic, od katerih jih je šestindvajset obravnavano kot ohranitvena prednostna naloga. Območje gosti petnajst vrst raptorjev in populacije ptičjih vrst z omejeno razširjenostjo v Grčiji, kot so gozdni jereb, koconogi čuk, skalni plezalček (Tichodroma muraria) in gorska sinica. Dve ptičji skupnosti, ki naseljujeta subalpski in gozdni ekosistem, veljata za najbolj popolne v Grčiji: prva skupnost vključuje vrste, ki gnezdijo in se prehranjujejo v podalpskem območju, kot so planinska kavka, uhati škrjanec (Eremophila alpestris), skalni brglez (Sitta neumayer) in planinski hudournik (Tachymarptis melba), medtem ko drugega sestavljajo roparice, kot so beloglavi jastreb, egiptovski jastreb, sokol selec in postovka, ki iščejo hrano v širšem območju.
Območje Vikos-Aoös vsebuje tudi vrsto primernih habitatov, ki podpirajo gosto populacijo dvoživk in plazilcev. Mali gad (Vipera ursinii) živi na podalpskih travnikih in velja za ogrožen takson. Dvoživke planinski pupek (Triturus alpestris), ki živijo v alpskih jezerih regije Tymfi, večinoma v Drakolimnih, so povezane z lokalnimi pravljicami o zmajih in zmajevih bitkah. Na tem istem območju je pogost tudi hribski urh (Bombina variegata). V rekah parka najdemo številne ribe, kot so potočna postrv (Salmo trutta), rdečeoka in mrena. Glede vrst nevretenčarjev so zaradi strukturne kompleksnosti gozdov in neposredne bližine različnih majhnih biotopov, tj. potoki, ribniki, gozdne odprtine, skalnata najdišča, odmrla drevesa, stari  panji, obstaja zelo raznolika favna, zlasti na različnih ekotonih, ki pogosto vključujejo zelo specializirane vrste.

## Človeška zgodovina
Prvi dokazi o prisotnosti ljudi na tem območju so datirani med 17.000 in 10.000 leti. V tem obdobju so vladale ugodne podnebne razmere, ki so dovoljevale sezonski lov na kozoroge in gamse. Pomembni epipaleolitski artefakti so bili odkriti v skalnem zavetju na bregovih reke Voidomatis. Med 9. in 4. stoletjem pr. n. št. je med vasema Monodendri in Vitsa obstajalo majhno mološko naselje, vključno s kamnitimi hišami in dvema pokopališčema, ki so prinesla pomembne najdbe. Vendar je bilo večino zgodovinskega obdobja lokalno prebivalstvo redko. Zemljišče je bilo v glavnem namenjeno pastirstvu in dobavi drv.
V obdobju osmanske vladavine, zlasti od 17. do 19. stoletja, so lokalne grške pravoslavne skupnosti od osmanskih oblasti dobivale posebne privilegije. Takrat je območje Zagori pridobilo avtonomni status znotraj Osmanskega cesarstva, s čimer so bili domačini oproščeni visokih obdavčitev, ki so prizadele nižinske skupnosti. V tem obdobju so se velike skupine vaščanov odselile v metropolitanska središča. Mnogi med njimi so postali člani uspešnih strokovnih tečajev, preden so se končno vrnili v domače vasi, regijo obdarili z bogastvom in zgradili razkošne dvorce. V takem okolju se je razvila in razcvetela umetnost zdravljenja z zelišči tako imenovanih zdravnikov Vikos. To je spremljalo impresivno kulturno in intelektualno življenje, ki je ustvarilo številne znane grške učenjake in dobrotnike.
Območje je danes redko poseljeno zaradi urbanizacije po drugi svetovni vojni. Številna stanovanja so zdaj zaprta, medtem ko je opustitev tradicionalnega podeželskega gospodarstva vplivala na kulturno krajino. Epir, katerega del je Vikos-Aoös, velja za eno najbolj nerazvitih regij v Grčiji. Turizem je glavni vir dohodka lokalnega gospodarstva, čeprav ima zelo sezonski značaj. Intenziven razvoj nastanitvene in turistične infrastrukture se je zgodil v 1980-ih, predvsem z državnimi pobudami.

## Upravljanje
Območje Vikos - Aoös je bilo leta 1973 določeno za narodni park v prizadevanju grške vlade, da bi ohranila bogastvo lokalne favne in flore ter geoloških formacij tega območja.
Administracija in upravljanje narodnega parka Vikos-Aoös pripada dvema okrožnima gozdarskima službama, ki ju nadzira gozdna direkcija na ravni prefekture. Poleg tega ima pisarna Svetovnega sklada za naravo (WWF) v vasi Papingo bistveno vlogo pri upravljanju. Poleg vladnih prizadevanj so lokalne organizacije za upravljanje in lokalno prebivalstvo spodbujene k sodelovanju pri zaščiti parka. V jedru parka so z zakonom prepovedane gozdarske dejavnosti, paša, lov in ribolov. V obrobnem pasu takšnih omejitev ni, vendar lahko Zavod za gozdove sprejme vse potrebne ukrepe za uresničitev ciljev parka. Poleg omenjenih dejavnosti nevarnost za park vključujejo erozija tal, plazovi in požari, ki ogrožajo lokalno floro in favno. Drugo vprašanje je vpliv turizma v zadnjih desetletjih. Po drugi strani pa ekstremne geofizične razmere otežujejo gradnjo in vzdrževanje potrebnega infrastrukturnega omrežja, predvsem dostopnih poti in telekomunikacij.
Zaradi obsežnega območja narodnega parka in trenutnega pomanjkanja cestne infrastrukture je daljinsko zaznavanje edino sredstvo za spremljanje človekovih dejavnosti na tem območju in njihovega vpliva na ekosistem. Analiza se je začela s podrobno sliko ozemlja, ki zajema vsaj naslednje predmete: orografija in pobočja, cestna omrežja, pokritost in uporaba zemljišč, človeška naselja in turistična območja. Uporaba tehnik daljinskega zaznavanja in geografskega informacijskega sistema je bistvenega pomena za upravljanje parka in je podlaga za nadaljnje ocene in analize vplivov.
Cilj sedanje državne in regionalne politike je skrbno kombinirati razvoj turizma na tem območju z ohranjanjem njegove naravne in kulturne dediščine. Ekoturizem je idealna rešitev, saj lahko ustvari želeno ravnovesje med socialno-ekonomskim razvojem in varstvom okolja. Posebni cilji razvoja ekoturizma vključujejo oživitev tradicionalnih dejavnosti, kot sta majhno kmetovanje in živinoreja, ter vzpostavitev mreže skupnosti gamsjih biotopov. ref>Drakopoulou 2004, p. 29-30</ref>

## Rekreacija
Narodni park Vikos - Aoös je naravna turistična atrakcija z velikim potencialom ekoturizma in agroturizma. Lokalna turistična industrija je naklonjena narodnim in evropskim skladom in zagotavlja skromne nastanitvene in turistične storitve, ki spoštujejo lokalno tradicijo in kulturo.  Značilno je, da je Zveza naravnih in evropskih parkov (FNNPE) izjavila, da »potreba po trajnostni obliki turizma na tem območju še nikoli ni bila večja«.
Reke na območju Vikos-Aoös so cilj ljubiteljev raftinga in kajakaštva. Dodatne oblike pustolovskih športov vključujejo plezanje, pohodništvo in gorsko kolesarjenje po lokalnih poteh, da bi opazovali naravne danosti in arhitekturo območja. Priljubljene poti v regiji so prečkanje soteske Vikos, ki traja približno šest do sedem ur in je srednje težka, ter pohodništvo po vrhovih gore Tymfi. Številni razgledi, ki ponujajo panoramski razgled na sotesko Vikos, na primer razgledišča Oxya in Beloe ter samostan sv. Paraskevi iz 15. stoletja, so dostopni samo peš.

## Galerija
- Vrh Astraka (znan kot "stolpi Astraka") nad vasjo Mikro Papingo
- Reka Voidomatis z vrhom Astraka v ozadju
- Drevo Platanus orientalis na bregu reke Voidomatis
- Pokrajina parka Vikos–Aoös.
- Pokrajina parka Vikos–Aoös.
- Pokrajina parka Vikos–Aoös.
- Pokrajina parka Vikos–Aoös.
- Metulj v parku Vikos–Aoös